# Seznam italijanskih športnikov
Seznam italijanskih športnikov je krovni seznam.

## Seznami
- seznam italijanskih alpinistov
- seznam italijanskih atletov
- seznam italijanskih badmintonistov
- seznam italijanskih bodibilderjev
- seznam italijanskih boksarjev
- seznam italijanskih deskarjev na snegu
- seznam italijanskih dirkačev
- seznam italijanskih drsalcev
- seznam italijanskih golfistov
- seznam italijanskih hokejistov na ledu
- seznam italijanskih hokejistov na travi
- seznam italijanskih hokejistov
- seznam italijanskih igralcev ameriškega nogometa
- seznam italijanskih bejzbolistov
- seznam italijanskih ragbistov
- seznam italijanskih jamarjev
- seznam italijanskih judoistov (Davide Tkalez)
- seznam italijanskih kajakašev
- seznam italijanskih kanuistov
- seznam italijanskih karateistov
- seznam italijanskih kolesarjev
- seznam italijanskih košarkarjev
- seznam italijanskih kotalkarjev
- seznam italijanskih lokostrelcev
- seznam italijanskih namiznih tenisačev
- seznam italijanskih nogometašev
- seznam italijanskih nordijskih smučarjev
- seznam italijanskih odbojkarjev
- seznam italijanskih padalcev
- seznam italijanskih plavalcev
- seznam italijanskih plezalcev
- seznam italijanskih podvodnih hokejistov
- seznam italijanskih rokoborcev
- seznam italijanskih rokometašev
- seznam italijanskih rolkarjev
- seznam italijanskih sabljačev
- seznam italijanskih sankačev
- seznam italijanskih smučarjev
- seznam italijanskih strelcev
- seznam italijanskih šahistov
- seznam italijanskih tekvondoistov
- seznam italijanskih telovadcev
- seznam italijanskih tenisačev
- seznam italijanskih vaterpolistov
- seznam italijanskih veslačev